# Neapolitani
I Neapolitani furono un'antica tribù della Sardegna descritta da Tolomeo (III, 3). Abitarono a sud degli Scapitani e dei Siculensi e a nord dei Solcitani e dei Noritani. Il loro capoluogo fu Neapolis, situata all'incirca a 20 km a nord dall'odierna Guspini.